# 勝利の叫び
「勝利の叫び」（しょうりのさけび）は、日本プロ野球のセントラル・リーグに所属する中日ドラゴンズの旧球団歌である。1978年（昭和53年）に発表・制定され、2014年（平成26年）まで使用された。

## 解説
1950年（昭和25年）に制定された「ドラゴンズの歌（青雲たかく）」に代わる新球団歌として1978年（昭和53年）に制定された。歌唱は朝倉隆で、バックコーラスに当時の主力選手であった星野仙一・鈴木孝政・大島康徳・藤波行雄・田尾安志が参加している。日本コロムビアより発売されたシングル盤のB面収録曲は「燃えろ若竜」。
正式な球団歌なのでセントラル・リーグの開幕戦では本曲が演奏されていたが、非常に著名な「燃えよドラゴンズ!」の存在もあり応援にはほとんど採り入れられておらずファンの間でも知名度は高くない。廣済堂出版発行の「12球団全選手カラー百科名鑑」には、本曲でも「燃えよドラゴンズ!」でもなく1997年（平成9年）のナゴヤドーム完成に合わせて発表された公式応援歌「嵐の英雄」が掲載されている。
本曲のオリジナル・バージョンは2006年（平成18年）に球団創立70周年を記念してキングレコードより発売されたコンピレーション・アルバム『昇竜魂 〜ドラゴンズ70thメモリアルソングス〜』のディスク2に収録されているが、B面曲の「燃えろ若竜」は同アルバムに収録されていない。
2015年（平成27年）2月28日、シーズン開幕に先立って後継の新球団歌「昇竜 -いざゆけ ドラゴンズ-」が同年2月28日に発表された。これにより「勝利の叫び」は役目を終え、事実上廃止された。

## カバー
1985年（昭和60年）に日本コロムビアより発売されたスプリット・シングル「ドラゴンズ賛歌 Bang Bang! ドラゴンズ」のB面曲として水木一郎とこおろぎ'73の歌唱によるカバーが収録されている。このカバーは1999年（平成11年）発売のアルバム『熱風外伝 〜 水木一郎 ROMANTIC MASTER PIECES』のディスク5にも収録された。なお、水木はその後「燃えよドラゴンズ!」も歌唱している。